# نظام عام تايلندي ملكي للنقل الصوتي

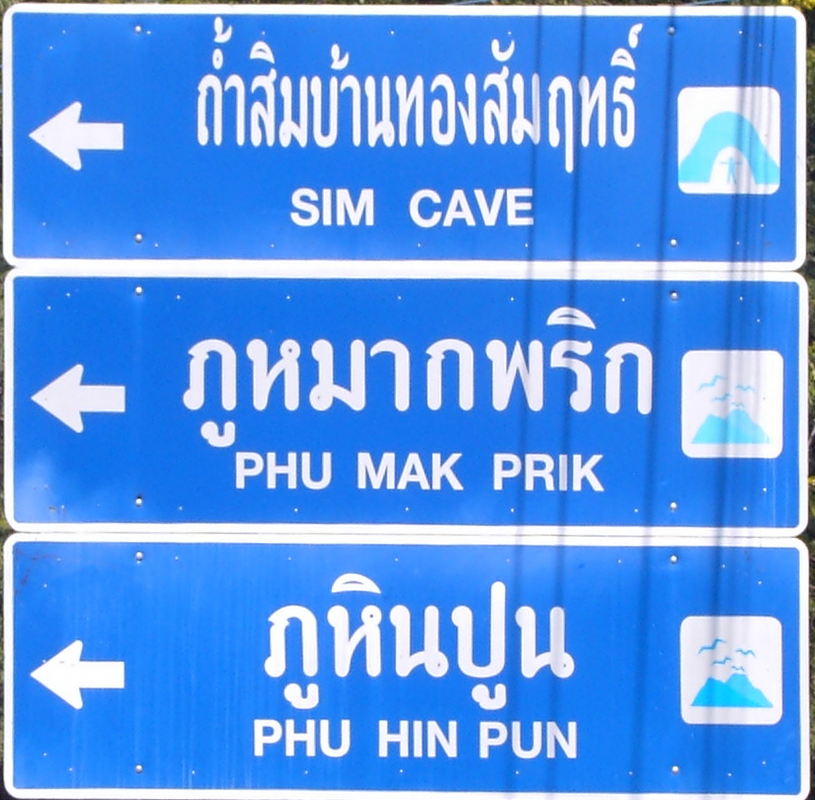

النظام العام التايلندي الملكي للنقل الصوتي (ملاحظة 1) هو نظام رسمي معتمد للنقل الصوتي (النقصوة) في تايلند؛ من أجل رسم الكلمات المكتوبة بأحرف اللغة التايلندية بالأحرف اللاتينية.
النظام من إصدار الجمعية الملكية التايلندية Royal Society of Thailand؛ وهو مستخدم في شاخصات الطرق والبيانات الحكومية الرسمية.

## هوامش
- (ملاحظة 1) اختصاراً RTGS من Royal Thai General System of Transcription